# Luce Mauriac
Luce Mauriac, née le 17 avril 1919 à Paris et morte le 16 octobre 2011 à Boulogne-Billancourt, est une femme de lettres française.

## Biographie
Fille de l'écrivain François Mauriac, Luce Mauriac naît le 17 avril 1919 au no 89 rue de la Pompe dans le 16e arrondissement de Paris,. Elle épouse le 4 mai 1940 Alain Le Ray, qui sera blessé et fait prisonnier quelques semaines après le mariage. Luce Mauriac Le Ray ne le reverra que onze mois plus tard, après son évasion spectaculaire de la forteresse du château de Colditz en Saxe. Alain Le Ray devient le premier chef militaire du maquis du Vercors en 1943, chef des FFI de l'Isère en 1944-1945 ; il est nommé général de corps d'armée en 1968. Il meurt le 4 juin 2007.
L'écrivain tchèque Jiří Mucha, fils d'Alfons Mucha et très ami du frère de Luce, Claude Mauriac, la décrit ainsi, à la fin des années 1930, dans Au seuil de la nuit : « Luce avait des cheveux foncés, frisés autour du front, comme un page de la Renaissance, et le visage de certains anges trop savants de Léonard de Vinci. Nous fréquentions tous les deux le café Weber et l'École du Louvre. Un jour, j'avais jeté un coup d'œil sur le cahier dans lequel elle prenait des notes. Toute la page était remplie par deux mots : "Luce Mucha". »
En 2007, quelques jours après la mort de son mari, elle publie sous le nom de Luce Mauriac Le Ray Litanies pour Emmanuelle, un livre-témoignage sur le suicide de l'une de ses filles, Emmanuelle,. En 2008, à l'âge de 89 ans, elle publie son premier roman, Les Endormeuses Saisons. Ce livre dont le titre fait référence à un poème de Baudelaire reprend sous forme romanesque un journal intime qu'elle avait rédigé quarante ans auparavant mais qu'elle n'avait pas osé publier.
Elle est enterrée aux côtés de son mari au cimetière de Vémars dans la sépulture familiale de François Mauriac.

## Œuvres
- Litanies pour Emmanuelle, Sables, 1er mai 2007, 103 p. (ISBN 978-2907530538)
- Les Endormeuses Saisons, Paris, Balland, 6 mars 2008, 212 p. (ISBN 978-2350131191)